# Castro (kommun)
Castro är en kommun i Brasilien.   Den ligger i delstaten Paraná, i den södra delen av landet, 1 000 km söder om huvudstaden Brasília. Antalet invånare är 67 082.
Följande samhällen finns i Castro:
- Castro

Trakten runt Castro består till största delen av jordbruksmark. Runt Castro är det glesbefolkat, med 20 invånare per kvadratkilometer.